# Taça de Portugal de 2014–15
A Taça de Portugal de 2014–15 foi a 75ª edição da Taça de Portugal. Foi disputada por 135 equipas dos 3 campeonatos nacionais, mais os 20 vencedores das Taças Distritais (as equipas B e o Marítimo C não podem participar). A competição começou a 6 de Setembro de 2014 e terminou com a final a 31 de Maio de 2015, disputada no Estádio Nacional do Jamor, em Oeiras, Lisboa, com o Sporting Clube de Portugal a vencer a competição pela 16.ª vez.
O vencedor da Taça de Portugal conquista o direito a participar na fase de grupos Liga Europa de 2015–16, caso não se tenha qualificado para a Liga dos Campeões da UEFA de 2015–16 através do campeonato. A partir desta época o finalista vencido não se qualificará para a Liga Europa, em circunstância alguma.

## Formato
Tal como nas edições anteriores, a competição foi disputada em 7 eliminatórias sucessivas até à Final. Os 79 clubes participantes do Campeonato Nacional de Seniores e os 20 vencedores das Taças Distritais participam na 1ª Eliminatória, sendo que 49 equipas ficam isentas nesta ronda. Na 2ª eliminatória, os participantes da Segunda Liga juntam-se aos apurados da 1ª eliminatória. Na 3ª eliminatória, os participantes da Primeira Liga juntam-se aos apurados da 2ª eliminatória.
As meias finais são disputadas a duas mãos, ao contrário das restantes rondas disputadas num único jogo (com recurso a prolongamento e desempate por grandes penalidades, se necessário). A final é disputada em terreno neutro, no Estádio Nacional do Jamor em Oeiras.
| Eliminatória     | Equipas ainda em prova | Participam nesta ronda | Vencedores el. anterior | Novas entradas | Liga                                                               |
| ---------------- | ---------------------- | ---------------------- | ----------------------- | -------------- | ------------------------------------------------------------------ |
| 1ª Eliminatória  | 135                    | 99                     | -                       | 99             | Campeonato Nacional de Seniores 20 vencedores das Taças Distritais |
| 2ª Eliminatória  | 110                    | 92                     | 74                      | 18             | Segunda Liga                                                       |
| 3ª Eliminatória  | 64                     | 64                     | 46                      | 18             | Primeira Liga                                                      |
| 4ª Eliminatória  | 32                     | 32                     | 32                      | -              | -                                                                  |
| Oitavos-de-Final | 16                     | 16                     | 16                      | -              | -                                                                  |
| Quartos-de-Final | 8                      | 8                      | 8                       | -              | -                                                                  |
| Meias-Finais     | 4                      | 4                      | 4                       | -              | -                                                                  |
| Final            | 2                      | 2                      | 2                       | -              | -                                                                  |

## 1ª Eliminatória
Nesta eliminatória participam os clubes do Campeonato Nacional de Seniores de 2013–14, num total de 79 (todos com excepção do Marítimo C) e os 20 vencedores das Taças Distritais.
Os jogos foram disputados a 5 e 6 de setembro de 2014.
| I Liga  | II Liga | CNS     | Taças Distritais | Total     |
| ------- | ------- | ------- | ---------------- | --------- |
| 18 / 18 | 18 / 18 | 79 / 79 | 20 / 20          | 135 / 135 |

| J  | Visitado              | Div | Res            | Div | Visitante       |
| -- | --------------------- | --- | -------------- | --- | --------------- |
| 1  | Amarante              | N   | 0–1            | N   | Mafra           |
| 2  | Vizela                | N   | 3–1            | N   | Cerveira        |
| 3  | Viana Alentejo        | D   | 0–2            | N   | Vianense        |
| 4  | Fafe                  | N   | 1–0            | N   | Pinhalnovense   |
| 5  | Santa Maria           | N   | 2–1            | N   | Bragança        |
| 6  | ADC Correlhã          | D   | 0–2 (a.p.)     | N   | Loures          |
| 7  | Sporting de Espinho   | N   | 0–0 (3-1 g.p.) | N   | Camacha         |
| 8  | Ferreiras             | N   | 0–3            | N   | Famalicão       |
| 9  | Vila Real             | N   | 2–1            | N   | 1º de Dezembro  |
| 10 | Atlético Riachense    | N   | 4–3            | N   | São João de Ver |
| 11 | Lusitânia Lourosa     | N   | 3–2            | N   | Fátima          |
| 12 | At. Malveira          | N   | 4–1 (a.p.)     | N   | Lusitano VRSA   |
| 13 | ACD Soito             | D   | 0–1            | N   | Atl. Ouriense   |
| 14 | Limianos              | N   | 1–0            | N   | Fabril Barreiro |
| 15 | Sobrado               | N   | 2–2 (1-4 g.p.) | N   | Moura           |
| 16 | Fazendense            | D   | 2–3 (a.p.)     | N   | Caldas          |
| 17 | Atlético de Reguengos | N   | 2–2 (5-3 a.p.) | N   | Tourizense      |
| 18 | Febres SC             | D   | 1–1 (4-2 g.p.) | N   | Nogueirense     |
| 19 | Alcains               | D   | 2–2 (4-2 g.p.) | D   | Piense          |
| 20 | União de Montemor     | N   | 4–1            | N   | Oliv. Hospital  |
| 21 | Lusitano Vildemoinhos | N   | 2–0            | N   | Estarreja       |
| 22 | Varzim                | N   | 2–1 (a.p.)     | N   | Mirandela       |
| 23 | Sousense              | N   | 2–0            | N   | Gafanha         |
| 24 | Pampilhosa            | N   | 0–2            | N   | Sertanense      |
| 25 | Merelinense           | D   | 2–3            | N   | Felgueiras 1932 |

| Nº | Clube               | Div |
| -- | ------------------- | --- |
| 26 | AD Oliveirense      | N   |
| 27 | AD Sanjoanense      | N   |
| 28 | Amora               | D   |
| 29 | Anadia              | N   |
| 30 | Alcanenense         | N   |
| 31 | Marinhense          | D   |
| 32 | Boavista Ribeirinha | D   |
| 33 | Casa Pia            | N   |
| 34 | Cinfães             | N   |
| 35 | Cova da Piedade     | N   |
| 36 | CD Gouveia          | N   |
| 37 | Moimenta da Beira   | N   |
| 38 | Quarteirense        | N   |
| 39 | Argozelo            | D   |
| 40 | CCD Santa Eulália   | N   |
| 41 | Montalegre          | D   |
| 42 | Câmara de Lobos     | D   |
| 43 | Serzedo             | D   |
| 44 | Operário            | N   |
| 45 | Eléctrico           | N   |
| 46 | Cesarense           | N   |
| 47 | Mosteirense         | D   |
| 48 | FC Pedras Rubras    | N   |
| 49 | Tirsense            | N   |
| 50 | Gondomar            | N   |

| Nº | Clube                  | Div |
| -- | ---------------------- | --- |
| 51 | Ribeirão               | N   |
| 52 | Sourense               | N   |
| 53 | Vit. Sernache          | N   |
| 54 | Pedras Salgadas        | N   |
| 55 | Louletano              | N   |
| 56 | Mortágua               | N   |
| 57 | Naval                  | N   |
| 58 | Real Massmá            | D   |
| 59 | Águeda                 | D   |
| 60 | Torreense              | N   |
| 61 | Silves                 | D   |
| 62 | Benfica Castelo Branco | N   |
| 63 | Angrense               | N   |
| 64 | Aljustrelense          | N   |
| 65 | Paivense               | D   |
| 66 | Praiense               | N   |
| 67 | Salgueiros 08          | N   |
| 68 | Sacavenense            | N   |
| 69 | Sintrense              | N   |
| 70 | Coimbrões              | N   |
| 71 | Sp. Pombal             | N   |
| 72 | União de Leiria        | N   |
| 73 | Vieira SC              | N   |
| 74 | Vilaverdense           | N   |
| -  |                        |     |

## 2ª Eliminatória
Nesta eliminatória participam 92 clubes: 18 da Segunda Liga (todos com excepção das equipas B), os 25 vencedores da 1ª Eliminatória e os 49 clubes isentos.
Os jogos foram disputados a 27 e 28 de setembro de 2014.
| I Liga  | II Liga | CNS     | Taças Distritais | Total     |
| ------- | ------- | ------- | ---------------- | --------- |
| 18 / 18 | 18 / 18 | 59 / 79 | 15 / 20          | 110 / 135 |

| J  | Visitado               | Div | Res            | Div | Visitante             |
| -- | ---------------------- | --- | -------------- | --- | --------------------- |
| 1  | Chaves                 | II  | 3-1            | N   | Louletano             |
| 2  | Pedras Salgadas        | N   | 2-1            | N   | Atl. Ouriense         |
| 3  | Cinfães                | N   | 1-1 (4-5 g.p.) | N   | Coimbrões             |
| 4  | Marinhense             | D   | 0-6            | N   | Torreense             |
| 5  | FC Pedras Rubras       | N   | 2-1            | N   | Anadia                |
| 6  | Cesarense              | N   | 1-3            | II  | Sporting da Covilhã   |
| 7  | Beira-Mar              | II  | 4-2            | N   | Sintrense             |
| 8  | Vianense               | N   | 1-1 (1-3 g.p.) | D   | Serzedo               |
| 9  | Sp. Pombal             | N   | 0-0 (1-0 a.p.) | N   | Limianos              |
| 10 | Argozelo               | D   | 0-1            | D   | Alcains               |
| 11 | Moura                  | N   | 2-0            | D   | Montalegre            |
| 12 | U.D. Oliveirense       | II  | 2 - 0          | N   | União de Montemor     |
| 13 | Sporting de Espinho    | N   | 1-0            | N   | AD Sanjoanense        |
| 14 | Mosteirense            | D   | 0-4            | N   | Salgueiros 08         |
| 15 | Aljustrelense          | N   | 0-3            | II  | Desportivo das Aves   |
| 16 | Mafra                  | N   | 1-1 (2-3 g.p.) | II  | Feirense              |
| 17 | Vilaverdense           | N   | 1-2            | N   | Gondomar              |
| 18 | Naval                  | N   | 0-0 (0-2 a.p.) | N   | Fafe                  |
| 19 | Académico de Viseu     | II  | 1-2            | N   | Famalicão             |
| 20 | Trofense               | II  | 6-0            | D   | Febres SC             |
| 21 | Vizela                 | N   | 2-2 (4-3 a.p.) | N   | Sousense              |
| 22 | Vila Real              | N   | 2-3            | N   | Casa Pia              |
| 23 | Sourense               | N   | 2-1            | II  | Santa Clara           |
| 24 | Câmara de Lobos        | D   | 0-2            | N   | Mortágua              |
| 25 | Angrense               | N   | 0-1            | N   | Vit. Sernache         |
| 26 | Caldas                 | N   | 1-1 (1-3 g.p)  | N   | Santa Maria           |
| 27 | Tirsense               | N   | 1-1 (5-3 g.p.) | N   | União de Leiria       |
| 28 | Freamunde              | II  | 2 - 1          | D   | Águeda                |
| 29 | Boavista Ribeirinha    | D   | 0-3            | N   | Felgueiras 1932       |
| 30 | Sacavenense            | N   | 0-0 (1-3 g.p.) | N   | Vieira SC             |
| 31 | Ribeirão               | N   | 4-0            | N   | CD Gouveia            |
| 32 | Eléctrico              | N   | 2-3            | II  | Tondela               |
| 33 | Cova da Piedade        | N   | 1-0            | D   | Silves                |
| 34 | Atlético               | II  | 4-0            | N   | Moimenta da Beira     |
| 35 | Alcanenense            | N   | 2-0            | N   | Lusitânia Lourosa     |
| 36 | Atlético Riachense     | N   | 2-2 (3-2 g.p.) | N   | Praiense              |
| 37 | Operário               | N   | 1-1 (3-1 g.p.) | N   | Lusitano Vildemoinhos |
| 38 | Oriental               | II  | 2-2 (3-2 a.p.) | II  | Farense               |
| 39 | CCD Santa Eulália      | N   | 2-1            | II  | Leixões               |
| 40 | Olhanense              | II  | 2 - 0          | N   | Quarteirense          |
| 41 | Atlético de Reguengos  | N   | 3-1            | D   | Paivense              |
| 42 | Loures                 | N   | 2-2 (1-3 g.p.) | N   | AD Oliveirense        |
| 43 | Portimonense           | II  | 1-2            | D   | Real Massmá           |
| 44 | Amora                  | D   | 2-2 (3-2 a.p.) | II  | União da Madeira      |
| 45 | At. Malveira           | N   | 1-5            | N   | Varzim                |
| 46 | Benfica Castelo Branco | N   | 0-0 (5-4 g.p.) | N   | Sertanense            |

## 3ª Eliminatória
Nesta eliminatória participaram 64 clubes: 18 da Primeira Liga e os 46 vencedores da 2ª Eliminatória.
O sorteio realizou-se a 2 de Outubro e os jogos foram disputados a 18 e 19 de Outubro de 2014.
| I Liga  | II Liga | CNS     | Taças Distritais | Total    |
| ------- | ------- | ------- | ---------------- | -------- |
| 18 / 18 | 12 / 18 | 30 / 79 | 4 / 20           | 64 / 135 |

| J  | Visitado            | Div | Res            | Div | Visitante              |
| -- | ------------------- | --- | -------------- | --- | ---------------------- |
| 1  | Chaves              | II  | 7-0            | N   | Cova da Piedade        |
| 2  | Pedras Salgadas     | N   | 1-3 (a.p.)     | II  | Trofense               |
| 3  | Gil Vicente         | I   | 2-1            | D   | Real Massamá           |
| 4  | Desportivo das Aves | II  | 4-1            | I   | Boavista               |
| 5  | FC Porto            | I   | 1-3            | I   | Sporting               |
| 6  | Moreirense          | I   | 2-1            | N   | FC Pedras Rubras       |
| 7  | Famalicão           | N   | 2-1            | N   | Sp. Pombal             |
| 8  | Olhanense           | II  | 2-4            | II  | Oriental               |
| 9  | Casa Pia            | N   | 1-4 (a.p.)     | N   | Vizela                 |
| 10 | Sporting da Covilhã | II  | 2-3            | I   | Benfica                |
| 11 | Sourense            | N   | 0-1            | N   | CCD Santa Eulália      |
| 12 | Penafiel            | I   | 2-2 (4-3 a.p.) | II  | Tondela                |
| 13 | Santa Maria         | N   | 1-0            | I   | Académica de Coimbra   |
| 14 | Mortágua            | N   | 1-3            | N   | Fafe                   |
| 15 | Ribeirão            | N   | 2-0 (a.p)      | N   | Torreense              |
| 16 | Nacional            | I   | 6-1            | N   | Alcanenense            |
| 17 | Atlético Riachense  | N   | 2-1            | N   | Benfica Castelo Branco |
| 18 | Feirense            | II  | 5-1            | D   | Amora                  |
| 19 | Marítimo            | I   | 4-0            | N   | Gondomar               |
| 20 | Serzedo             | D   | 1-1 (6-7 g.p.) | N   | Sporting de Espinho    |
| 21 | Freamunde           | II  | 3-2 (a.p.)     | N   | Felgueiras 1932        |
| 22 | Coimbrões           | N   | 0-1            | I   | Rio Ave                |
| 23 | Paços de Ferreira   | I   | 4-0            | N   | Atlético de Reguengos  |
| 24 | Atlético            | II  | 3-0            | II  | Beira-Mar              |
| 25 | Varzim              | N   | 2-1            | I   | Estoril-Praia          |
| 26 | Operário            | N   | 3-1            | N   | Tirsense               |
| 27 | Moura               | N   | 0-2            | I   | Vitória de Guimarães   |
| 28 | Vit. Sernache       | N   | 1-1 (1-4 g.p.) | N   | Vieira SC              |
| 29 | SC Braga            | I   | 4-1            | D   | Alcains                |
| 30 | AD Oliveirense      | N   | 2-3 (a.p.)     | I   | Belenenses             |
| 31 | Salgueiros 08       | N   | 1-3            | II  | UD Oliveirense         |
| 32 | Vitória de Setúbal  | I   | 1-0            | I   | Arouca                 |

## 4ª Eliminatória
Nesta eliminatória participaram os 32 vencedores da 3ª Eliminatória.
Os jogos foram disputados a 22 e 23 de Novembro de 2014.
| I Liga  | II Liga | CNS     | Taças Distritais | Total    |
| ------- | ------- | ------- | ---------------- | -------- |
| 13 / 18 | 8 / 18  | 11 / 79 | 0 / 20           | 32 / 135 |

| J  | Visitado             | Div | Res            | Div | Visitante           |
| -- | -------------------- | --- | -------------- | --- | ------------------- |
| 1  | Nacional             | I   | 2-0            | N   | Ribeirão            |
| 2  | Famalicão            | N   | 4-0            | N   | Fafe                |
| 3  | Feirense             | II  | 0-4            | II  | Chaves              |
| 4  | Paços de Ferreira    | I   | 9-0            | N   | Atlético Riachense  |
| 5  | Penafiel             | I   | 1-0            | II  | Desportivo das Aves |
| 6  | Sporting de Espinho  | N   | 0-5            | I   | Sporting            |
| 7  | Vitória de Guimarães | I   | 1-2            | I   | SC Braga            |
| 8  | Atlético             | II  | 0-2            | I   | Marítimo            |
| 9  | Oriental             | II  | 1-0            | I   | Vitória de Setúbal  |
| 10 | Trofense             | II  | 0-5            | I   | Belenenses          |
| 11 | Vieira SC            | N   | 0-1            | II  | Freamunde           |
| 12 | Benfica              | I   | 4-1            | I   | Moreirense          |
| 13 | Gil Vicente          | I   | 2-2 (3-1 g.p.) | N   | Varzim              |
| 14 | Santa Maria          | N   | 2-1            | N   | CCD Santa Eulália   |
| 15 | Vizela               | N   | 2-2 (4-2 g.p.) | N   | Operário            |
| 16 | Rio Ave              | I   | 2-0            | II  | UD Oliveirense      |

## Oitavos-de-Final
A 27 de Novembro de 2014 realizou-se o sorteio dos Oitavos de Final. Os jogos serão disputados a 17 de Dezembro de 2014.
| I Liga  | II Liga | CNS    | Taças Distritais | Total    |
| ------- | ------- | ------ | ---------------- | -------- |
| 10 / 18 | 3 / 18  | 3 / 79 | 0 / 20           | 16 / 135 |

| J | Visitado          | Div | Res            | Div | Visitante   |
| - | ----------------- | --- | -------------- | --- | ----------- |
| 1 | Gil Vicente       | I   | 2 – 1          | I   | Penafiel    |
| 2 | Belenenses        | I   | 2 – 0          | II  | Freamunde   |
| 3 | Paços de Ferreira | I   | 1 – 2          | N   | Famalicão   |
| 4 | Vizela            | N   | 2 – 3          | I   | Sporting    |
| 5 | Nacional          | I   | 2 – 1          | N   | Santa Maria |
| 6 | Marítimo          | I   | 1 – 1 (9–8 gp) | II  | Oriental    |
| 7 | Benfica           | I   | 1 – 2          | I   | SC Braga    |
| 8 | Rio Ave           | I   | 2 – 0          | II  | Chaves      |

## Quartos-de-Final
Os quartos de final serão disputados por 8 equipas, 7 da Primeira Liga e pelo  Famalicão do Campeonato Nacional de Seniores. O sorteio realizou-se a 22 de Dezembro de 2014, onde ficou definido o alinhamento para as meias finais. Os jogos serão disputados a 7 de Janeiro de 2015.
| I Liga | II Liga | CNS    | Taças Distritais | Total   |
| ------ | ------- | ------ | ---------------- | ------- |
| 7 / 18 | 0 / 18  | 1 / 79 | 0 / 20           | 8 / 135 |

| J | Visitado | Div | Res            | Div | Visitante           |
| - | -------- | --- | -------------- | --- | ------------------- |
| 1 | SC Braga | I   | 7 – 1          | I   | Belenenses          |
| 2 | Rio Ave  | I   | 5 – 2          | I   | Gil Vicente         |
| 3 | Marítimo | I   | 1 – 1 (5–6 gp) | I   | Nacional da Madeira |
| 4 | Sporting | I   | 4 – 0          | N   | Famalicão           |

## Fase Final
|  | Meias Finais        | Meias Finais | Meias Finais | Meias Finais |   |          | Final | Final |
|  |                     |              |              |              |   |          |       |       |
|  | SC Braga            | 3            | 1            | 4            |   |          |       |       |
|  | Rio Ave             | 0            | 1            | 1            |   |          |       |       |
|  | Rio Ave             | 0            | 1            | 1            |   | SC Braga | 2 (1) |       |
|  |                     |              |              |              |   | SC Braga | 2 (1) |       |
|  |                     | Sporting     | 2 (3)        |              |   |          |       |       |
|  | Nacional da Madeira | Sporting     | 2 (3)        | 2            | 0 | 2        |       |       |
|  | Nacional da Madeira |              |              | 2            | 0 | 2        |       |       |
|  | Sporting            | 2            | 1            | 3            |   |          |       |       |

## Meias-Finais
As Meias-Finais serão disputadas a duas mãos.
| I Liga | II Liga | CNS    | Taças Distritais | Total   |
| ------ | ------- | ------ | ---------------- | ------- |
| 4 / 18 | 0 / 18  | 0 / 79 | 0 / 20           | 4 / 135 |

| J | Visitado            | Div | Agr.  | Div | Visitante | 1ª Mão | 2ª Mão |
| - | ------------------- | --- | ----- | --- | --------- | ------ | ------ |
| 1 | Braga               | I   | 4 – 1 | I   | Rio Ave   | 3 – 0  | 1 – 1  |
| 2 | Nacional da Madeira | I   | 2 – 3 | I   | Sporting  | 2 – 2  | 0 – 1  |

## Final
| 31 de Maio de 2015 | Sporting                    | 2 – 2 | Braga                      | Estádio Nacional, Jamor              |
| 17:15              | Slimani 84' · Montero 90+3' |       | Éder 16' (pen.) · Rafa 25' | Árbitro: Marco Ferreira (AF Madeira) |

|                           |       | Penalidades                         |  |
| Adrien Silva Nani Slimani | 3 – 1 | Alan André Pinto Éder Salvador Agra |  |

## Campeão
| Taça de Portugal 2014-15 |
| ------------------------ |
| Sporting 16º Título      |